# New Harmony (Utah)
Pour les articles homonymes, voir New Harmony.
La ville de New Harmony est située dans le comté de Washington, dans l’État de l’Utah, aux États-Unis. Sa population s’élevait à 207 habitants lors du recensement de 2010, estimée à 224 habitants en 2017.

## Démographie
| Groupe            | New Harmony | Utah | États-Unis |
| ----------------- | ----------- | ---- | ---------- |
| Blancs            | 97,1        | 86,1 | 72,4       |
| Métis             | 1,9         | 2,7  | 2,9        |
| Autres            | 1,0         | 11,2 | 24,7       |
| Total             | 100         | 100  | 100        |
|                   |             |      |            |
| Latino-Américains | 3,9         | 13,0 | 16,7       |

Selon l'American Community Survey pour la période 2010-2014, 98,92 % de la population âgée de plus de 5 ans déclare parler l'anglais à la maison et 10,2 % déclare parler l'espagnol.

## Source
- (en) Cet article est partiellement ou en totalité issu de l’article de Wikipédia en anglais intitulé « New Harmony, Utah » (voir la liste des auteurs).

1. ↑  (en) « New Harmony, UT Population - Census 2010 and 2000 », sur censusviewer.com.
2. ↑  (en) « Population of Utah - Census 2010 and 2000 », sur censusviewer.com (consulté le 23 mars 2016).
3. ↑  (en) « Language spoken at home by ability to speak english for the population 5 years and over. Universe: Population 5 years and over. 2010-2014 American Community Survey 5-Year Estimates », sur factfinder.census.gov.